# Buchnera ciliata
Buchnera ciliata är en snyltrotsväxtart som beskrevs av Francis Whittier Pennell. Buchnera ciliata ingår i släktet Buchnera och familjen snyltrotsväxter. Inga underarter finns listade i Catalogue of Life.